# Parbutaran
Parbutaran is een bestuurslaag in het regentschap Simalungun van de provincie Noord-Sumatra, Indonesië. Parbutaran telt 2743 inwoners (volkstelling 2010).